# Barbara Czyż (działaczka opozycyjna)
Barbara Zdzisława Czyż (ur. 28 listopada 1947 w Mysłowicach) – polska polityk, związkowiec, posłanka na Sejm I kadencji.

## Życiorys
Ukończyła w 1965 liceum ogólnokształcące w Mysłowicach. Pracowała w Kopalni Węgla Kamiennego „Mysłowice”. Na początku lat 80. działała w „Solidarności”. W stanie wojennym była dwukrotnie internowana, łącznie na okres ponad siedmiu miesięcy. Pracowała jako bibliotekarka w Mysłowicach.
Związana z Konfederacją Polski Niepodległej. W latach 1991–1993 sprawowała mandat posła na Sejm I kadencji, wybranego z listy ogólnopolskiej kandydatów w okręgu katowickim z ramienia tej partii. Należała do Komisji Ochrony Środowiska, Zasobów Naturalnych i Leśnictwa oraz Komisji Polityki Gospodarczej, Budżetu i Finansów. W 1992 była wśród założycieli Związku Zawodowego „Kontra”. W 1993 bez powodzenia ubiegała się o reelekcję.
Po reaktywowaniu KPN w 2007 wchodziła w skład władz tego ugrupowania. W 2009 znalazła się początkowo na liście kandydatów komitetu Libertas w wyborach do Parlamentu Europejskiego, jednak zrezygnowała ze startu. Kilka lat później została działaczką Komitetu Obrony Demokracji.
Postanowieniem prezydenta Bronisława Komorowskiego z 23 listopada 2011 odznaczona Krzyżem Oficerskim Orderu Odrodzenia Polski. Ponadto otrzymała Krzyż Wolności i Solidarności (2015) oraz Srebrny Krzyż Zasługi (2002).